# Directa
Directa es un medio de comunicación español en catalán de actualidad e investigación con formato de diario en línea y revista en papel quincenal. Empezó a publicarse regularmente en el año 2006 dirigido inicialmente a los medios sociales. En 2010 se produce una ampliación del proyecto tras la fusión con la revista de análisis y pensamiento Illacrua. Según el medio, su objetivo es ser una herramienta de comunicación para visibilizar las prácticas de los movimientos sociales, proyectos políticos, sociales y culturales que planteen un modelo alternativo al actual además de dar a conocer colectivos invisibilizados por la mayoría de medios de comunicación.

## Historia
La idea nació en 1999 en un encuentro de contrainformación en Barcelona en el Espai Obert con el objetivo de sumar esfuerzos de los medios de comunicación nacidos en los centros sociales para lograr un medio con mayor potencia y este fue el punto de partida de La Directa, que no empieza a publicarse regularmente hasta 2006.
El proyecto está promovido por personas implicadas en colectivos de contrainformación y comunicación popular.
En enero de 2010 el semanario se fusionó con la revista de pensamiento y análisis Illacrua. Con la fusión el semanario aumentaron los reportajes de análisis, entrevistas en profundidad a lo que el medio considera sectores vinculados al pensamiento crítico y movimientos transformadores así como nuevas alternativas de vida.
En octubre de 2011 la Directa lanzó una nueva web para convertirse en un medio multiplataforma de actualización diaria y de dirigirse no sólo a los movimientos sociales sino también a toda la sociedad.
Su trabajo es especialmente visible en la denuncia de los casos de Esther Quintana, el 4-F o Can Vies. Por su compromiso en la defensa de los Derechos Humanos reciben la mención especial del Premio Solidaridad del Instituto de Derechos Humanos de Cataluña.

## Modelo comunicativo
La Directa se considera una herramienta de transformación social y declara en sus principios que su único compromiso es con los movimientos sociales.
Entre los periodistas que trabajan en la Directa están Marc Font, David Fernàndez, David Bou, Víctor Yustes, Matías Lorente, Gemma García.

## Financiación
No admite publicidad como principal fuente de ingresos y su financiación depende básicamente de las suscripciones que según el semanario suponen el 90 % del presupuesto anual, 70 u 80 % en 2015 según el responsable de suscripciones y publicidad.
Recibe una subvención anual de la Generalidad de Cataluña por ser un medio en lengua catalana, que según declaración del medio supone menos de un 2 % del presupuesto total.

## Premios
- 2010 Premio Memorial de la Paz, otorgado por la Asociación Josep Vidal Lecha de Reus.[5]
- 2014 Mención especial del Premi Solidaritat del Institut de Drets Humans de Catalunya para destacar "los medios en el ejercicio de su labor divulgativa e informadora abordan la defensa y la protección de los derechos humanos"[6] entregado en el Parlamento de Cataluña.[4]